# Diócesis de Keimoes-Upington
La diócesis de Keimoes-Upington (en latín: Dioecesis Keimoesana-Upingtonen(sis) y en inglés: Roman Catholic Diocese of Keimoes–Upington) es una circunscripción eclesiástica latina de la Iglesia católica en Sudáfrica, sufragánea de la arquidiócesis de Bloemfontein. La diócesis tiene al obispo Edward Gabriel Risi, O.M.I. como su ordinario desde el 5 de julio de 2000. 

## Territorio y organización
La diócesis tiene 272 268 km² y extiende su jurisdicción sobre los fieles católicos de rito latino residentes en parte de la provincia Cabo del Norte.
La sede de la diócesis se encuentra en la ciudad de Keimoes, mientras que en Pella se halla la Catedral de la Inmaculada Concepción. En Upington se encuentra la Concatedral de San Agustín.
En 2019 en la diócesis existían 25 parroquias.

## Historia
La prefectura apostólica de Orange River fue erigida el 20 de junio de 1885, obteniendo el territorio de la prefectura apostólica del Cabo de Buena Esperanza, Distrito Central (hoy diócesis de Oudtshoorn).
El 2 de mayo de 1898 la prefectura apostólica fue elevada a vicariato apostólico en virtud del breve Ex debito pastoralis del papa León XIII; con el mismo breve, se redefinieron los límites del vicariato apostólico.
El 7 de julio de 1909 cedió una parte de su territorio para la erección de la prefectura apostólica de Gran Namaqualand (hoy diócesis de Keetmanshoop) mediante el decreto In generalibus comitiis de la Congregación de Propaganda Fide.
El 9 de julio de 1940 cambió su nombre a vicariato apostólico de Keimoes como consecuencia del decreto Cum generatim de la Congregación de Propaganda Fide.
El 11 de enero de 1951 el vicariato apostólico fue elevado a diócesis con la bula Suprema Nobis del papa Pío XII.
Tomó su nombre actual el 8 de febrero de 1985.

## Estadísticas
De acuerdo al Anuario Pontificio 2020 la diócesis tenía a fines de 2019 un total de 71 083 fieles bautizados.
| Año                                                                             | Población            | Población | Población      | Sacerdotes | Sacerdotes    | Sacerdotes    | Bautizados por sacerdote | Diáconos permanentes | Religiosos | Religiosos | Parroquias |
| Año                                                                             | Bautizados católicos | Total     | % de católicos | Total      | Clero secular | Clero regular | Bautizados por sacerdote | Diáconos permanentes | Varones    | Mujeres    | Parroquias |
| ------------------------------------------------------------------------------- | -------------------- | --------- | -------------- | ---------- | ------------- | ------------- | ------------------------ | -------------------- | ---------- | ---------- | ---------- |
| 1950                                                                            | 15 913               | 105 725   | 15.1           | 25         |               | 25            | 636                      |                      | 3          | 57         |            |
| 1970                                                                            | 31 751               | ?         | ?              | 32         |               | 32            | 992                      |                      | 43         | 52         | 20         |
| 1980                                                                            | 42 867               | 363 067   | 11.8           | 26         |               | 26            | 1648                     |                      | 35         | 46         | 20         |
| 1990                                                                            | 54 869               | 605 030   | 9.1            | 23         | 3             | 20            | 2385                     | 3                    | 28         | 53         | 21         |
| 1999                                                                            | 68 638               | 317 343   | 21.6           | 17         | 4             | 13            | 4037                     | 3                    | 16         | 44         | 21         |
| 2000                                                                            | 69 633               | 318 288   | 21.9           | 22         | 6             | 16            | 3165                     | 3                    | 19         | 41         | 21         |
| 2001                                                                            | 71 172               | 322 172   | 22.1           | 21         | 6             | 15            | 3389                     | 3                    | 18         | 41         | 22         |
| 2002                                                                            | 53 464               | 325 437   | 16.4           | 22         | 8             | 14            | 2430                     | 3                    | 16         | 41         | 23         |
| 2003                                                                            | 52 178               | 325 437   | 16.0           | 23         | 9             | 14            | 2268                     | 2                    | 23         | 44         | 23         |
| 2004                                                                            | 60 501               | 331 984   | 18.2           | 22         | 8             | 14            | 2750                     | 2                    | 18         | 43         | 23         |
| 2006                                                                            | 62 200               | 336 000   | 18.5           | 26         | 10            | 16            | 2392                     | 2                    | 19         | 31         | 26         |
| 2013                                                                            | 69 764               | 387 582   | 18.0           | 25         | 13            | 12            | 2790                     | 1                    | 12         | 23         | 25         |
| 2016                                                                            | 72 978               | 404 643   | 18.0           | 24         | 14            | 10            | 3040                     | 1                    | 10         | 22         | 25         |
| 2019                                                                            | 71 083               | 425 582   | 16.7           | 16         | 12            | 4             | 4442                     | 1                    | 6          | 21         | 25         |
| Fuente: Catholic-Hierarchy, que a su vez toma los datos del Anuario Pontificio. |                      |           |                |            |               |               |                          |                      |            |            |            |

## Episcopologio
- Jean-Marie Simon, O.S.F.S. † (julio de 1885-21 de noviembre de 1932 falleció)
- Odilon Fages, O.S.F.S. † (21 de noviembre de 1932 por sucesión-14 de octubre de 1939 falleció)
- Henry Joseph Thünemann, O.S.F.S. † (9 de julio de 1940-12 de septiembre de 1962 renunció[6])
- Francis Xavier Esser, O.S.F.S. † (12 de septiembre de 1962 por sucesión-8 de diciembre de 1966 falleció)
- John Baptist Minder, O.S.F.S. † (12 de octubre de 1967-5 de julio de 2000 retirado)
- Edward Gabriel Risi, O.M.I., desde el 5 de julio de 2000